# A3高速公路 (突尼西亞)
A3高速公路是突尼斯共和国的一条高速公路，連接首都突尼斯城与河沙迦，全长66.3公里。